# Vladislav Ignatiev
Vladislav Viatcheslavovitch Ignatiev (en russe : Владислав Вячеславович Игнатьев) est un footballeur international russe né le 20 janvier 1987 à Brejnev (aujourd'hui Naberejnye Tchelny). Il évolue au poste d'arrière ou ailier droit au Rubin Kazan.

## Biographie

### Carrière de joueur

#### Débuts professionnels (2004-2009)
Natif de la ville de Brejnev (actuelle Naberejnye Tchelny), Ignatiev y intègre l'école de football locale à l'âge de sept ans, changeant régulièrement de position avant de devenir milieu de terrain. Il avait alors pour idole Andreï Tikhonov et était supporter de Manchester United en plus de l'équipe locale du Kamaz.
Ignatiev fait ses débuts professionnels en 2004 en disputant quatre matchs de deuxième division avec le Neftekhimik Nijnekamsk, qui est relégué à l'issue de la saison. Il joue par la suite trente-cinq matchs l'année suivante au troisième échelon avant de retrouver Naberejnye Tchelny et la deuxième division dès 2006 en étant recruté par le Kamaz. Après une première saison en tant que joueur de rotation, il s'impose progressivement comme titulaire lors des saisons suivantes.
Recruté par le Krylia Sovetov Samara pour la saison 2009, Ignatiev découvre ainsi la première division le 10 avril 2009 lors de la quatrième du championnat face au FK Khimki, délivrant une passe décisive pour le troisième but d'une victoire 3-0. Il dispute en tout vingt-cinq matchs en championnat, principalement en tant que remplaçant entré en jeu, et découvre la coupe d'Europe en disputant deux matchs de qualification avec le club en Ligue Europa. Après une seule saison, par ailleurs marquée par des retards de paiement au niveau de son salaire, il décide de quitter Samara pour rejoindre le Lokomotiv Moscou à la fin de l'année dans le cadre d'un accord de cinq ans.

#### Passages au Lokomotiv Moscou et à Krasnodar (2010-2016)

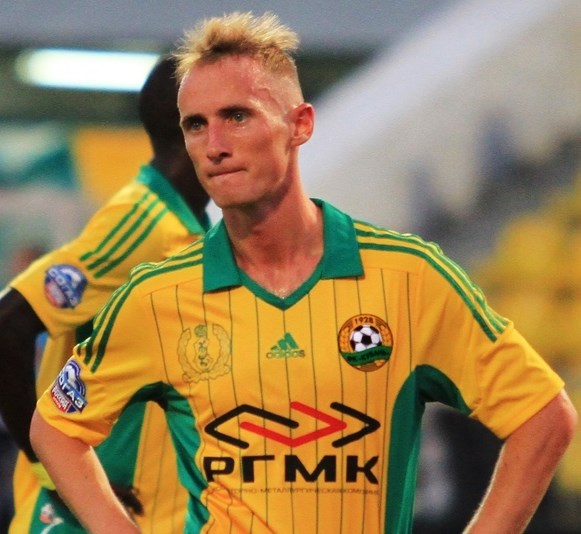
Ignatiev avec le Kouban Krasnodar en 2014.

Inutilisé durant la première moitié de la saison en raison d'une blessure, Ignatiev est prêté avec option d'achat au Kouban Krasnodar pour la deuxième partie de l'année 2010. Il y joue treize matchs, inscrivant un but contre l'équipe rivale du FK Krasnodar tandis que le club remporte le championnat de deuxième division. Convoité par le Kouban pour un transfert définitif, les dirigeants du Lokomotiv décident finalement de bloquer son départ. Il fait ainsi ses débuts avec les Cheminots dès la première journée de la saison 2011-2012 face au Dynamo Moscou le 12 mars 2011, et inscrit son premier but trois semaines plus tard face au FK Rostov. Il dispute en tout trente-six matchs en championnat pour trois buts inscrits ainsi que huit matchs de Ligue Europa où il marque deux buts,.
Ignatiev quitte le Lokomotiv à la fin du mois de mai 2012 pour rejoindre le FK Krasnodar sous un contrat de trois ans. Il y joue vingt-sept matchs de championnat pour un but inscrit, alternant titularisations et entrées en jeu. Il quitte cependant le club dès la fin de la saison pour retrouver l'autre club de la ville, le Kouban, cette fois dans le cadre d'un transfert définitif. Ne jouant que dix-sept matchs lors de la saison 2013-2014, il s'impose par la suite au sein de l'équipe la saison suivante, jouant vingt-sept matchs pour quatre buts marqués en championnat et prenant activement part au parcours du Kouban en Coupe de Russie, inscrivant l'unique but de son équipe en finale ne l'empêchant pas d'être vaincue 3-1 par le Lokomotiv Moscou. À nouveau titularisé régulièrement au début de la saison 2015-2016, le club connaît cependant d'importants problèmes financiers, l'amenant à résilier son contrat en décembre 2015 en raison de salaires impayés.

#### Retour au Lokomotiv et passage au Rubin Kazan (2016-2022)
Désormais libre, il fait son retour au Lokomotiv Moscou en février 2016, où il intègre la rotation de l'équipe pour la fin de la saison. Il conserve ce statut la saison suivante, jouant dix-sept matchs de championnat pour deux buts inscrits, mais prend dans le même temps part à la campagne de l'équipe en Coupe de Russie, disputant notamment l'intégralité de la finale remportée face à l'Oural Iekaterinbourg. La saison 2017-2018 le voit obtenir une place de titulaire régulier, notamment au poste d'arrière droit, et disputer la quasi-totalité du parcours du Lokomotiv en Ligue Europa ainsi que vingt-quatre matchs de championnat, remporté par les Cheminots à l'issue de la saison.
Après cinq nouvelles années au Lokomotiv, Ignatiev rejoint le Rubin Kazan à la fin du mois de juin 2021. Il reste une saison avant de s'en aller à l'issue de l'exercice 2021-2022 qui s'achève sur la relégation du club.

### Carrière internationale
N'ayant disputé aucun match avec les équipes de jeunes de la sélection russe, Ignatiev connaît sa première sélection toutes catégories le 10 août 2011 avec l'équipe B à l'occasion d'un match amical face à l'équipe espoirs, inscrivant un but pour une victoire 2-1. Il connaît une deuxième sélection le 5 septembre suivante face à la sélection olympique biélorusse.
Ignatiev effectue sa première sélection avec l'équipe nationale le 14 novembre 2015 dans le cadre d'un match amical face au Portugal, entrant en jeu à la place de Pavel Mamaïev pour le dernier quart d'heure de la rencontre. Il connaît sa deuxième sélection trois jours plus tard contre la Croatie. Rarement appelé par la suite, il joue son troisième match en sélection contre l'Espagne le 14 novembre 2017 avant de disputer son premier match en compétition officielle un an plus tard à l'occasion d'un match de Ligue des nations contre la Suède, où il est titularisé au poste d'arrière droit tandis que les siens sont vaincus 2-0. Il est par ailleurs inclus dans la liste étendue des joueurs convoqués pour la Coupe du monde 2018 en tant que remplaçant, mais n'est pas retenu pour le tournoi final.

## Statistiques
| Saison                | Club                     | Championnat           | Championnat | Championnat | Coupe(s) nationale(s) | Coupe(s) nationale(s) | Compétition(s) continentale(s) | Compétition(s) continentale(s) | Compétition(s) continentale(s) | Total | Total |
| Saison                | Club                     | Division              | M.          | B.          | M.                    | B.                    | Comp.                          | M.                             | B.                             | M.    | B.    |
| 2004                  | Neftekhimik Nijnekamsk   | D2                    | 4           | 0           | -                     | -                     | -                              | -                              | -                              | 4     | 0     |
| 2005                  | Neftekhimik Nijnekamsk   | D3                    | 35          | 6           | 1                     | 0                     | -                              | -                              | -                              | 36    | 6     |
| Sous-total            | Sous-total               | Sous-total            | 39          | 6           | 1                     | 0                     | -                              | -                              | -                              | 40    | 6     |
| 2006                  | Kamaz Naberejnye Tchelny | D2                    | 15          | 3           | -                     | -                     | -                              | -                              | -                              | 15    | 3     |
| 2007                  | Kamaz Naberejnye Tchelny | D2                    | 30          | 1           | 2                     | 0                     | -                              | -                              | -                              | 32    | 1     |
| 2008                  | Kamaz Naberejnye Tchelny | D2                    | 33          | 5           | 2                     | 1                     | -                              | -                              | -                              | 35    | 6     |
| Sous-total            | Sous-total               | Sous-total            | 78          | 9           | 4                     | 1                     | -                              | -                              | -                              | 82    | 10    |
| 2009                  | Krylia Sovetov Samara    | D1                    | 25          | 1           | 1                     | 0                     | C3                             | 2                              | 0                              | 28    | 1     |
| 2010                  | Kouban Krasnodar (prêt)  | D2                    | 13          | 1           | -                     | -                     | -                              | -                              | -                              | 13    | 1     |
| 2011-2012             | Lokomotiv Moscou         | D1                    | 36          | 4           | 3                     | 1                     | C3                             | 8                              | 2                              | 47    | 7     |
| 2012-2013             | FK Krasnodar             | D1                    | 27          | 1           | 1                     | 0                     | -                              | -                              | -                              | 28    | 1     |
| Sous-total            | Sous-total               | Sous-total            | 101         | 7           | 5                     | 1                     | -                              | 10                             | 2                              | 116   | 10    |
| 2013-2014             | Kouban Krasnodar         | D1                    | 14          | 2           | -                     | -                     | C3                             | 4                              | 1                              | 18    | 3     |
| 2014-2015             | Kouban Krasnodar         | D1                    | 27          | 4           | 5                     | 1                     | -                              | -                              | -                              | 32    | 5     |
| 2015-2016             | Kouban Krasnodar         | D1                    | 17          | 7           | -                     | -                     | -                              | -                              | -                              | 17    | 7     |
| Sous-total            | Sous-total               | Sous-total            | 58          | 13          | 5                     | 1                     | -                              | 4                              | 1                              | 67    | 15    |
| 2015-2016             | Lokomotiv Moscou         | D1                    | 7           | 1           | -                     | -                     | -                              | -                              | -                              | 7     | 1     |
| 2016-2017             | Lokomotiv Moscou         | D1                    | 17          | 2           | 3                     | 0                     | -                              | -                              | -                              | 20    | 2     |
| 2017-2018             | Lokomotiv Moscou         | D1                    | 24          | 0           | 1                     | 0                     | C3                             | 9                              | 0                              | 34    | 0     |
| 2018-2019             | Lokomotiv Moscou         | D1                    | 26          | 1           | 5                     | 0                     | C1                             | 6                              | 1                              | 37    | 2     |
| 2019-2020             | Lokomotiv Moscou         | D1                    | 23          | 1           | -                     | -                     | C1                             | 5                              | 0                              | 28    | 1     |
| 2020-2021             | Lokomotiv Moscou         | D1                    | 16          | 3           | 2                     | 0                     | C1                             | 5                              | 0                              | 23    | 3     |
| Sous-total            | Sous-total               | Sous-total            | 113         | 8           | 11                    | 0                     | -                              | 25                             | 1                              | 149   | 9     |
| 2021-2022             | Rubin Kazan              | D1                    | 11          | 1           | 1                     | 0                     | C4                             | 2                              | 0                              | 14    | 1     |
| Total sur la carrière | Total sur la carrière    | Total sur la carrière | 400         | 44          | 27                    | 3                     | -                              | 41                             | 4                              | 468   | 51    |

## Palmarès
Kouban Krasnodar
- Vainqueur du championnat de Russie de deuxième division en 2010.
- Finaliste de la Coupe de Russie en 2015.

 Lokomotiv Moscou
- Vainqueur du championnat de Russie en 2018.
- Vainqueur de la Coupe de Russie en 2017.
- Finaliste de la Supercoupe de Russie en 2017 et 2018.